# سوزان تشيفر
سوزان تشيفر (بالإنجليزية: Susan Cheever)‏‏ (31 يوليو 1943 - )؛ روائية، وكاتبة سير، وكاتِبة من الولايات المتحدة.

## الجوائز
- زمالة غوغنهايم
- PEN New England Award [الإنجليزية]‏